# Duinencross
Le Duinencross (en français : cyclo-cross des dunes) est une course de cyclo-cross disputée depuis 1969 à Coxyde, dans la Province de Flandre-Occidentale, en Belgique. La course se dispute en fin d'année, généralement en novembre. 
La course n'a pas lieu en 1994 car elle accueille les championnats du monde, ni en 2016 en raison de vents violents. De 1996 à 2022, le cyclo-cross fait partie de la Coupe du monde de cyclo-cross.
À ne pas confondre avec le Druivencross (cyclo-cross des raisins).

## Palmarès

### Hommes élites
| Année | Vainqueur            | Deuxième             | Troisième            |
| ----- | -------------------- | -------------------- | -------------------- |
| 1969  | Roger De Vlaeminck   | Robert Vermeire      | Norbert Dedeckere    |
| 1970  | Eric De Vlaeminck    | Robert Vermeire      | Freddy Naert         |
| 1971  | Eric De Vlaeminck    | Flory Ongenae        | Norbert Dedeckere    |
| 1972  | Roger De Vlaeminck   | Robert Vermeire      | Auguste Badts        |
| 1973  | André Geirlandt      | Norbert Dedeckere    | Eric Desruelle       |
| 1974  | Eric Desruelle       | Marc De Block        | Norbert Dedeckere    |
| 1975  | Norbert Dedeckere    | Marc De Block        | Robert Vermeire      |
| 1976  | Norbert Dedeckere    | Marc De Block        | André Geirlandt      |
| 1977  | Non-disputé          |                      |                      |
| 1978  | Robert Vermeire      | Ivan Messelis        | Norbert Dedeckere    |
| 1979  | Robert Vermeire      | Freddy Deschacht     | Ivan Messelis        |
| 1980  | Jan Teugels          | Freddy Deschacht     | Eric Debruyne        |
| 1981  | Johan Ghyllebert     | Hennie Stamsnijder   | Robert Vermeire      |
| 1982  | Rein Groenendaal     | Johan Ghyllebert     | Roland Liboton       |
| 1983  | Ivan Messelis        | Hennie Stamsnijder   | Robert Vermeire      |
| 1984  | Ivan Messelis        | Paul De Brauwer      | Rein Groenendaal     |
| 1985  | Roland Liboton       | Rein Groenendaal     | Frank van Bakel      |
| 1986  | Roland Liboton       | Paul De Brauwer      | Ivan Messelis        |
| 1987  | Rein Groenendaal     | Hennie Stamsnijder   | Paul De Brauwer      |
| 1988  | Danny De Bie         | Hennie Stamsnijder   | Frank van Bakel      |
| 1989  | Danny De Bie         | Frank van Bakel      | Guy Van Dijck        |
| 1990  | Radomír Šimůnek sr.  | Huub Kools           | Frank van Bakel      |
| 1991  | Danny De Bie         | Radomír Šimůnek sr.  | Paul De Brauwer      |
| 1992  | Danny De Bie         | Paul Herijgers       | Filip Van Luchem     |
| 1993  | Erwin Vervecken      | Paul Herijgers       | Danny De Bie         |
| 1994  | Paul Herijgers       | Richard Groenendaal  | Huub Kools           |
| 1995  | Erwin Vervecken      | Marc Janssens        | Radomír Šimůnek sr.  |
| 1996  | Adrie van der Poel   | Erwin Vervecken      | Richard Groenendaal  |
| 1997  | Richard Groenendaal  | Adrie van der Poel   | Marc Janssens        |
| 1998  | Mario De Clercq      | Bart Wellens         | Adrie van der Poel   |
| 1999  | Sven Nys             | Bart Wellens         | Adrie van der Poel   |
| 2000  | Erwin Vervecken      | Bart Wellens         | Sven Nys             |
| 2001  | Richard Groenendaal  | Erwin Vervecken      | Tom Vannoppen        |
| 2002  | Ben Berden           | Sven Nys             | Erwin Vervecken      |
| 2003  | Ben Berden           | Richard Groenendaal  | Erwin Vervecken      |
| 2004  | Erwin Vervecken      | Sven Nys             | Ben Berden           |
| 2005  | Sven Nys             | Tom Vannoppen        | Sven Vanthourenhout  |
| 2006  | Sven Nys             | Bart Wellens         | Sven Vanthourenhout  |
| 2007  | Sven Nys             | Erwin Vervecken      | Lars Boom            |
| 2008  | Erwin Vervecken      | Sven Nys             | Zdeněk Štybar        |
| 2009  | Zdeněk Štybar        | Sven Nys             | Klaas Vantornout     |
| 2010  | Niels Albert         | Zdeněk Štybar        | Sven Nys             |
| 2011  | Sven Nys             | Kevin Pauwels        | Bart Aernouts        |
| 2012  | Sven Nys             | Niels Albert         | Francis Mourey       |
| 2013  | Niels Albert         | Francis Mourey       | Philipp Walsleben    |
| 2014  | Wout van Aert        | Kevin Pauwels        | Mathieu van der Poel |
| 2015  | Sven Nys             | Wout van Aert        | Mathieu van der Poel |
| 2016  | Annulé               |                      |                      |
| 2017  | Mathieu van der Poel | Lars van der Haar    | Wout van Aert        |
| 2018  | Mathieu van der Poel | Wout van Aert        | Toon Aerts           |
| 2019  | Mathieu van der Poel | Laurens Sweeck       | Toon Aerts           |
| 2020  | Annulé               |                      |                      |
| 2021  | Eli Iserbyt          | Laurens Sweeck       | Toon Aerts           |
| 2023  | Wout van Aert        | Mathieu van der Poel | Laurens Sweeck       |
| 2024  | Mathieu van der Poel | Pim Ronhaar          | Wout van Aert        |
| 2025  | Laurens Sweeck       | Tibor Del Grosso     | Toon Aerts           |

### Femmes élites
| Année   | Vainqueur            | Deuxième             | Troisième            |
| ------- | -------------------- | -------------------- | -------------------- |
| 2003    | Hanka Kupfernagel    | Maryline Salvetat    | Marianne Vos         |
| 2004-06 | Non-disputé          |                      |                      |
| 2007    | Daphny van den Brand | Katie Compton        | Maryline Salvetat    |
| 2008    | Katie Compton        | Hanka Kupfernagel    | Daphny van den Brand |
| 2009    | Marianne Vos         | Daphny van den Brand | Katie Compton        |
| 2010    | Katie Compton        | Daphny van den Brand | Sanne van Paassen    |
| 2011    | Daphny van den Brand | Marianne Vos         | Katie Compton        |
| 2012    | Katie Compton        | Nikki Harris         | Sanne Cant           |
| 2013    | Katie Compton        | Sanne Cant           | Nikki Harris         |
| 2014    | Sanne Cant           | Sabrina Stultiens    | Sophie de Boer       |
| 2015    | Sanne Cant           | Nikki Harris         | Katherine Compton    |
| 2016    | Annulé               |                      |                      |
| 2017    | Maud Kaptheijns      | Sophie de Boer       | Sanne Cant           |
| 2018    | Denise Betsema       | Nikki Brammeier      | Annemarie Worst      |
| 2019    | Ceylin Alvarado      | Lucinda Brand        | Yara Kastelijn       |
| 2020    | Annulé               |                      |                      |
| 2021    | Annemarie Worst      | Denise Betsema       | Lucinda Brand        |
| 2023    | Shirin van Anrooij   | Fem van Empel        | Lucinda Brand        |
| 2024    | Fem van Empel        | Lucinda Brand        | Ceylin Alvarado      |
| 2025    | Puck Pieterse        | Lucinda Brand        | Fem van Empel        |

### Hommes espoirs
| Année   | Vainqueur               | Deuxième                | Troisième         |
| ------- | ----------------------- | ----------------------- | ----------------- |
| 2004    | Simon Zahner            | Rob Peeters             | Mike Thielemans   |
| 2005-06 | Non-disputé             |                         |                   |
| 2007    | Julien Taramarcaz       | Tom Meeusen             | Maxim Debusschere |
| 2008    | Kenneth Van Compernolle | Vincent Baestaens       | Marek Konwa       |
| 2009    | Jim Aernouts            | Tom Meeusen             | Arnaud Jouffroy   |
| 2010    | Vincent Baestaens       | Marcel Meisen           | Lars van der Haar |
| 2011    | Gert-Jan Bosman         | Stan Godrie             | Micki van Empel   |
| 2012    | Wietse Bosmans          | Michiel van der Heijden | Wout van Aert     |
| 2013    | Mathieu van der Poel    | Laurens Sweeck          | Gianni Vermeersch |
| 2014    | Daan Soete              | Diether Sweeck          | Quinten Hermans   |
| 2015    | Eli Iserbyt             | Daan Hoeyberghs         | Daan Soete        |
| 2016    | Annulé                  |                         |                   |
| 2017    | Tom Pidcock             | Adam Ťoupalík           | Eli Iserbyt       |
| 2018    | Tom Pidcock             | Antoine Benoist         | Jens Dekker       |
| 2019    | Niels Vandeputte        | Jelle Camps             | Ryan Kamp         |
| 2020    | Annulé                  |                         |                   |
| 2021    | Joran Wyseure           | Jente Michels           | Emiel Verstrynge  |
| 2023    | Joran Wyseure           | Emiel Verstrynge        | Witse Meeussen    |
| 2024    | Ward Huybs              | Victor Van de Putte     | Yordi Corsus      |
| 2025    | Kay De Bruyckere        | Yordi Corsus            | Keije Solen       |

### Hommes juniors
| Année | Vainqueur            | Deuxième                | Troisième           |
| ----- | -------------------- | ----------------------- | ------------------- |
| 2008  | Tomáš Paprstka       | Sean De Bie             | Jan Nesvadba        |
| 2009  | Gert-Jan Bosman      | Michiel van der Heijden | David van der Poel  |
| 2010  | Laurens Sweeck       | Daniel Peeters          | Diether Sweeck      |
| 2011  | Mathieu van der Poel | Daan Soete              | Wout van Aert       |
| 2012  | Mathieu van der Poel | Quinten Hermans         | Martijn Budding     |
| 2013  | Kobe Goossens        | Yannick Peeters         | Thijs Aerts         |
| 2014  | Gage Hecht           | Alessio Dhoore          | Stefano Museeuw     |
| 2015  | Jens Dekker          | Jappe Jaspers           | Mitch Groot         |
| 2016  | Annulé               |                         |                     |
| 2017  | Pim Ronhaar          | Ryan Kamp               | Tomáš Kopecký       |
| 2018  | Pim Ronhaar          | Witse Meeussen          | Tom Lindner         |
| 2019  | Thibau Nys           | Ward Huybs              | Lennert Belmans     |
| 2020  | Annulé               |                         |                     |
| 2021  | David Haverdings     | Yordi Corsus            | Viktor Vandenberghe |
| 2023  | Yordi Corsus         | Daniel Weis             | David Thompson      |
| 2024  | Max Heiner Oertzen   | Jasper Schoofs          | Tibo Vancompernolle |
| 2025  | Mattia Agostinacchio | Giel Lejeune            | Cas Timmermans      |